# Mike Gold
Mike Gold właściwie Itzok Isaac Granich (ur. 12 kwietnia 1893 na Manhattanie, zm. 14 maja 1967) – amerykański i żydowski pisarz. Pod pseudonimem Michael Gold napisał książkę Żydzi bez pieniędzy (Jews Without Money), która stała się bestsellerem, a jest zarazem  autobiografią.